# Arago de Sète Volley-Ball 2016-2017
Questa voce raccoglie le informazioni riguardanti l'Arago de Sète Volley-Ball nelle competizioni ufficiali della stagione 2016-2017.

## Organigramma societario
Area direttiva
- Presidente: René Game

Area tecnica
- Allenatore: Fabien Dugrip
- Allenatore in seconda: Thomas Quievreux

## Rosa
| N° | Nome             | Ruolo | Data di nascita  | Nazionalità sportiva |
| -- | ---------------- | ----- | ---------------- | -------------------- |
| 2  | Tom Liot         | P     | 28 agosto 1998   | Francia              |
| 3  | Marien Moreau    | S/O   | 25 ottobre 1983  | Francia              |
| 4  | Arthur Piazzeta  | P     | 28 novembre 1997 | Francia              |
| 5  | Rafael Redwitz   | P     | 12 agosto 1980   | Francia              |
| 6  | Axel Truhtchev   | S     | 29 aprile 1995   | Francia              |
| 7  | Thomas Lamoise   | S     | 13 febbraio 1982 | Francia              |
| 8  | Baptiste Enfoux  | S     | 1º aprile 1996   | Francia              |
| 9  | Ewoud Gommans    | S     | 17 novembre 1990 | Paesi Bassi          |
| 10 | Tommy Senger     | C     | 1º luglio 1982   | Francia              |
| 11 | Luiz Sene        | C     | 11 marzo 1986    | Brasile              |
| 12 | Steve Peironet   | L     | 20 maggio 1985   | Francia              |
| 13 | Mathis Patte     | S     | 6 gennaio 1997   | Francia              |
| 14 | Médéric Henry    | C     | 20 giugno 1995   | Francia              |
| 16 | Mathias Pire     | S     | 2 settembre 1998 | Francia              |
| 17 | Nicolas Méndez   | S     | 2 novembre 1992  | Italia               |
| 18 | Vianny Vandooren | C     | 14 febbraio 1995 | Francia              |
| 19 | Pierre Bouleau   | L     | 6 agosto 1998    | Francia              |